# Valerie Plame
Valerie Elise Plame Wilson, nascuda Plame (Anchorage, Alaska, 13 d'agost de 1963) és una exagent secret, escriptora i política estatunidenca. Es feu famosa el 2003, quan després d'una fuita es va revelar la identitat de Plame, aleshores esposa de l'ambaixador estatunidenc Joseph Wilson, com a oficial de la CIA a les pàgines del diari Washington Post, creant l'escàndol anomenat cas Plame.